# VSNA
VSNA est un acronyme historique qui désignait :
- Volontaire au service national actif ou Volontaire du service national actif, correspondant désormais à « volontaire de solidarité internationale » ou « volontaire international » de l'actuel[Quand ?] service civique, en France.